# Kabinett Sheinbaum

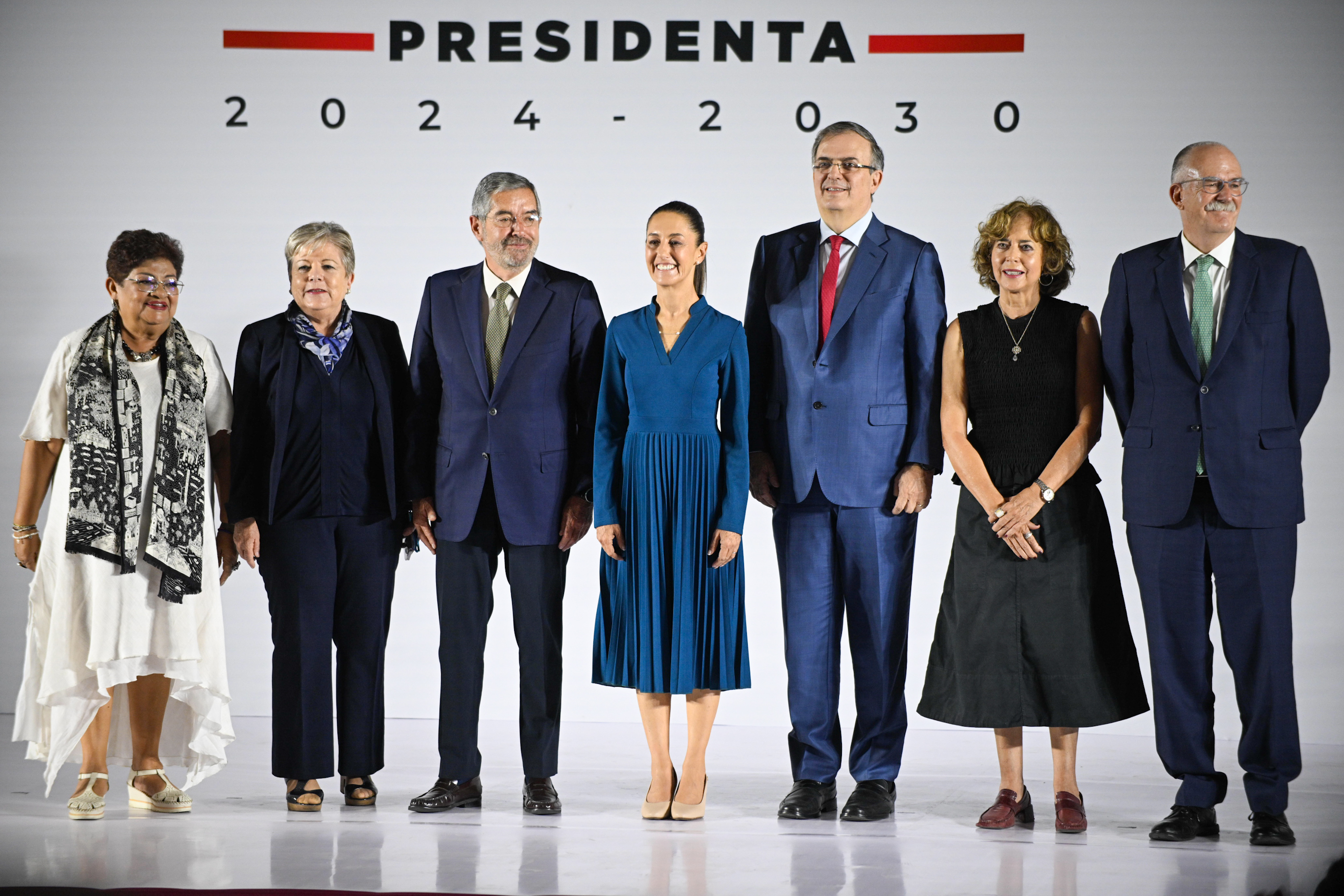
Sheinbaum gibt im Juni 2024 die ersten sechs Mitglieder seines Kabinetts bekannt.

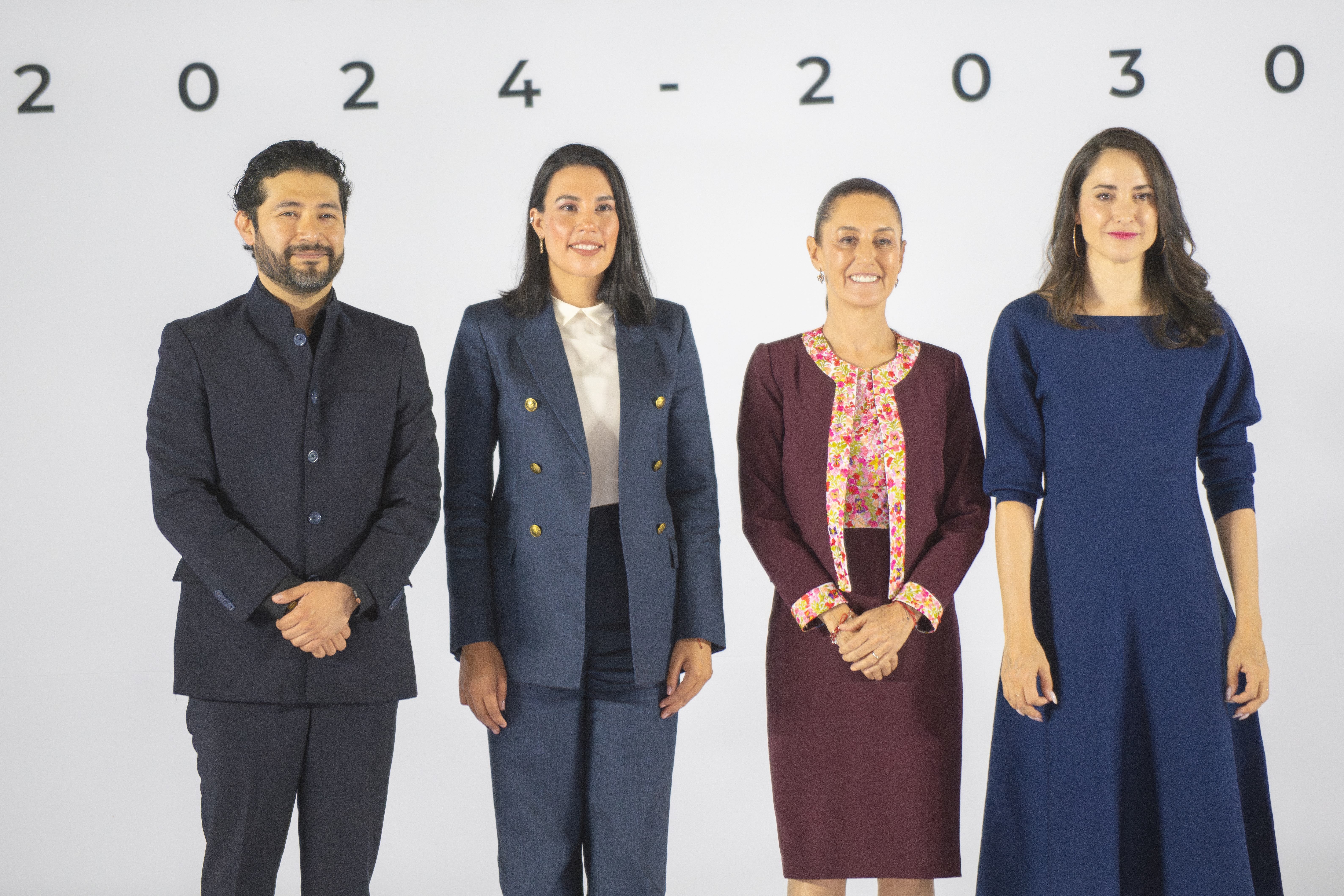
Bekanntgabe weiterer Kabinettsmitglieder

Das Kabinett Sheinbaum bildet seit dem 1. Oktober 2024, nach der Amtseinführung von Präsidentin Claudia Sheinbaum, die Regierung von Mexiko. Es wurde im Nachgang zur Wahl 2024 gebildet und löste das Kabinett López Obrador ab.

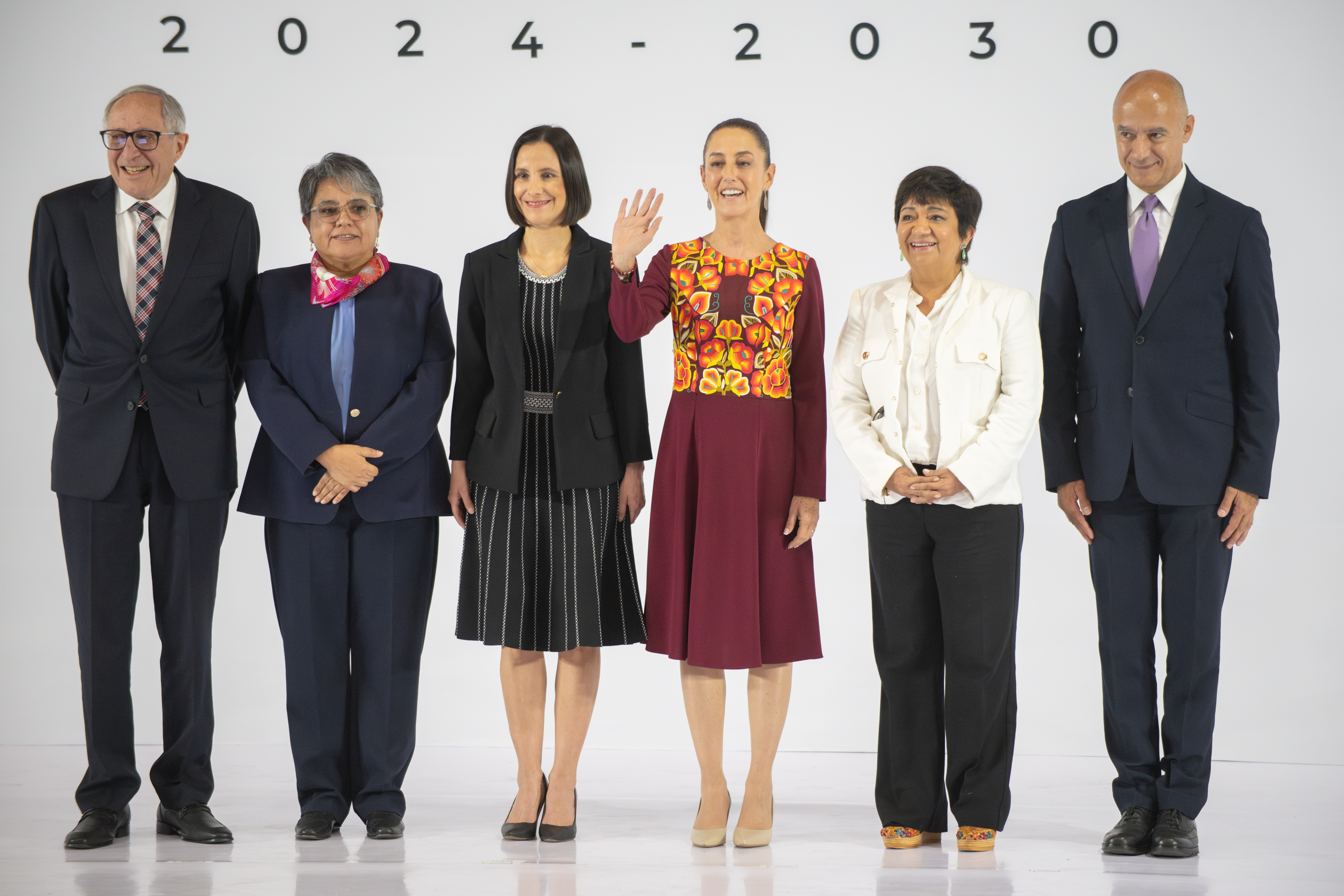
Bekanntgabe weiterer Kabinettsmitglieder

## Kabinettsmitglieder
| Amt                                                                            | Bild | Name                                           | Partei    |
| ------------------------------------------------------------------------------ | ---- | ---------------------------------------------- | --------- |
| Präsidentin                                                                    |      | Claudia Sheinbaum                              | MORENA    |
| Ministerin für Inneres                                                         |      | Rosa Icela Rodríguez                           | MORENA    |
| Minister für Auswärtiges                                                       |      | Juan Ramón de la Fuente Ramírez                | Parteilos |
| Minister für nationale Verteidigung                                            |      | Ricardo Trevilla Trejo                         | Militär   |
| Minister der Marine                                                            |      | Raymundo Pedro Morales Ángeles                 | Militär   |
| Minister für Sicherheit und Bürgerschutz                                       |      | Omar García Harfuch                            | MORENA    |
| Minister für Finanzen und öffentliches Kreditwesen                             |      | Rogelio Ramírez de la O (bis 7. März 2025)     | MORENA    |
| Minister für Finanzen und öffentliches Kreditwesen                             |      | Edgar Amador Zamora (ab 8. März 2025)          | Parteilos |
| Ministerin für soziale Entwicklung                                             |      | Ariadna Montiel Reyes                          | MORENA    |
| Ministerin für Umwelt und natürliche Ressourcen                                |      | Alicia Bárcena Ibarra                          | Parteilos |
| Ministerin für Energie                                                         |      | Luz Elena González Escobar                     | Parteilos |
| Minister für Wirtschaft                                                        |      | Marcelo Ebrard                                 | MORENA    |
| Minister für Landwirtschaft und ländliche Entwicklung                          |      | Julio Berdegué Sacristán                       | Parteilos |
| Minister für Infrastruktur, Kommunikation und Verkehr                          |      | Jesús Antonio Esteva Medina                    | Parteilos |
| Ministerin für den öffentlichen Dienst                                         |      | Raquel Buenrostro Sánchez                      | Parteilos |
| Minister für Bildung                                                           |      | Mario Delgado Carrillo                         | MORENA    |
| Minister für Gesundheit                                                        |      | David Kershenobich Stalnikowitz                | Parteilos |
| Minister für Arbeit und soziale Fürsorge                                       |      | Marath Baruch Bolaños López                    | MORENA    |
| Ministerin für Agrar-, Territorial- und Stadtentwicklung                       |      | Edna Elena Vega Rangel                         | Parteilos |
| Ministerin für Kultur                                                          |      | Claudia Curiel de Icaza                        | Parteilos |
| Ministerin für Tourismus                                                       |      | Josefina Rodriguez Zamora                      | Parteilos |
| Ministerin für Wissenschaft, Geisteswissenschaften, Technologie und Innovation |      | Rosaura Ruiz Gutiérrez                         | Parteilos |
| Ministerin für Frauen                                                          |      | Citlalli Hernández                             | MORENA    |
| Rechtsberaterin                                                                |      | Ernestina Godoy Ramos                          | MORENA    |
| Leiter der Agentur für digitale Transformation und Telekommunikation           |      | José Antonio Peña Merino (seit 1. Januar 2025) | Parteilos |

## Erweitertes Kabinett
| Amt                                                                                                | Bild | Name                         | Partei    |
| -------------------------------------------------------------------------------------------------- | ---- | ---------------------------- | --------- |
| Leiter der PEMEX                                                                                   |      | Víctor Rodríguez Padilla     | Parteilos |
| Leiterin der Comisión Federal de Electricidad                                                      |      | Emilia Esther Calleja Alor   | Parteilos |
| Leiter der Nationalen Wasserkommission                                                             |      | Efraín Morales López         | MORENA    |
| Leiter des ISSSTE                                                                                  |      | Martí Batres Guadarrama      | MORENA    |
| Leiter des Instituto Mexicano del Seguro Social                                                    |      | Zoé Robledo Aburto           | MORENA    |
| Leiter des Gesundheitsinstituts für soziale Entwicklung                                            |      |                              |           |
| Leiter des Steuerverwaltungsdienstes                                                               |      | Antonio Martínez Dagnino     | Parteilos |
| Leiter des Instituts des Nationalen Wohnungsfonds für Arbeitnehmer                                 |      | Octavio Romero Oropeza       | MORENA    |
| Leiter des Nationalen Systems zur umfassenden Entwicklung der Familie                              |      | María del Rocío García Pérez | Parteilos |
| Leiter der Nationalen Kommission für Körperkultur und Sport                                        |      | Rommel Pacheco               | MORENA    |
| Leiter des Nationalen Instituts für indigene Völker                                                |      | Adelfo Regino Montes         | MORENA    |
| Leiterin des Nationalen Rates zur Verhinderung von Diskriminierung                                 |      | Claudia Morales Reza         | Parteilos |
| Leiter des Bundesamtes für Verbraucherschutz                                                       |      | César Iván Escalante Ruiz    | MORENA    |
| Bundesanwältin für Umweltschutz                                                                    |      | Mariana Boy Tamborrell       | PVEM      |
| Leiter des Instituto Nacional de Migración                                                         |      |                              |           |
| Leiter des Amtes für Bundesstraßen und Brücken                                                     |      |                              |           |
| Leiter des Nationalen Finanzwesens                                                                 |      |                              |           |
| Leiter des Nationalen Tourismusförderungsfonds                                                     |      | Lyndia Quiroz Zavala         | Parteilos |
| Leiter der Agentur für digitale Transformation                                                     |      | José Antonio Peña Merino     | Parteilos |
| Leiterin des Instituts für Mexikaner im Ausland                                                    |      | Tatiana Clouthier            | MORENA    |
| Leiter der Gesundheitsdienste des mexikanischen Instituts für soziale Sicherheit für Wohlbefinden  |      | Alejandro Svarch Pérez       | Parteilos |
| Leiter der Nationalen Zollbehörde von Mexiko                                                       |      |                              |           |
| Leiter des Wohnungsfonds des Instituts für Sicherheit und soziale Dienste staatlicher Arbeitnehmer |      |                              |           |
| Leiterin des Instituts zur Zurückgabe des Gestohlenem an das Volk                                  |      | Mónica Fernández Balboa      | MORENA    |
| Leiter der Nationalen Lotterie für öffentliche Unterstützung                                       |      |                              |           |
| Leiterin des Amtes für Nahrung für die Wohlfahrt                                                   |      | María Luisa Albores González | MORENA    |

## Büro der Präsidentin der Republik
| Amt                                                                              | Bild | Name                         | Partei    |
| -------------------------------------------------------------------------------- | ---- | ---------------------------- | --------- |
| Leiter des Büros der Präsidentin                                                 |      | Lázaro Cárdenas Batel        | MORENA    |
| Privatsekretär der Präsidentin                                                   |      | Carlos Augusto Morales López | MORENA    |
| Generalkoordinator für Politik und Regierung                                     |      | Arturo Zaldívar              | MORENA    |
| Generalkoordinator für Entwicklungsprogramme                                     |      | Carlos Torres Rosas          | Parteilos |
| Generalkoordinatorin für zwischenstaatliche Angelegenheiten und soziale Teilhabe |      | Leticia Ramírez Amaya        | MORENA    |